# Pedro de Lerma
Pedro de Lerma (* ca. 1461 in Burgos; † 11. August 1541 in Paris) war ein spanischer Theologe und der erste Kanzler der Universität Alcalá. Von der Inquisition verfolgt, emigrierte er in hohem Alter nach Paris.

## Leben und Wirken

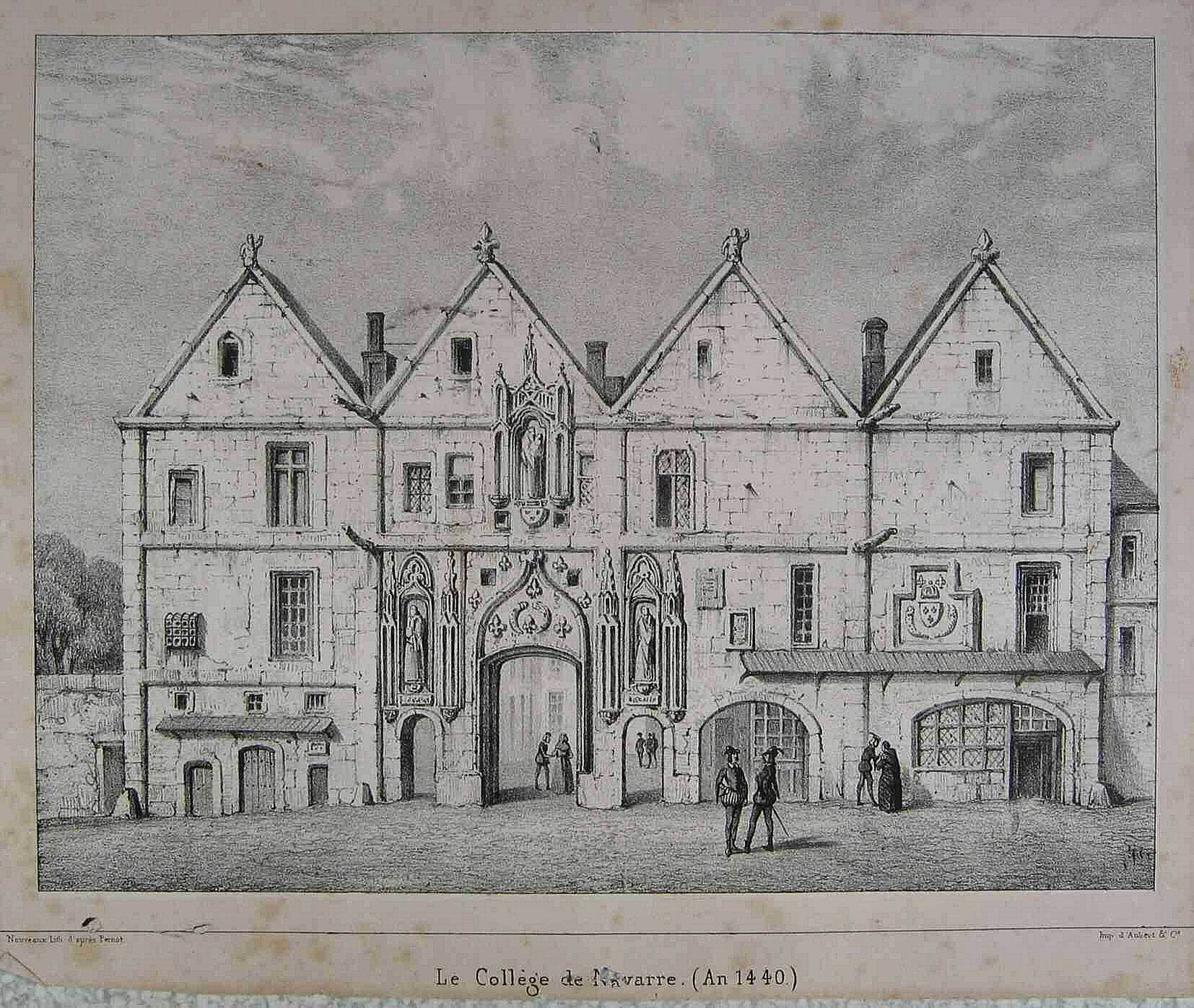
Collège de Navarre, Paris

Pedro de Lerma entstammte einer angesehenen Familie im nordspanischen Burgos. Er studierte an der Universität in Paris und lehrte zunächst Freie Künste am Collège de Navarre. Ab 1500 betrieb er seine Studien an der Sorbonne, wo er im Jahr 1504 in der Theologie zum Doktor promoviert wurde. 1506 wurde er als Kanoniker nach Burgos berufen und kehrte nach Spanien zurück. Am 11. August 1508 folgte er einem Ruf als Lehrer an die Universität von Alcalá, gegründet 1499 von Francisco Jiménez de Cisneros. Er wurde der erste Kanzler dieser Universität.
Im Jahr 1527 nahm er auf Wunsch von Alonso Manrique, Generalinquisitor in Spanien, vom 27. Juni bis zum 13. August an einer Konferenz in Valladolid teil, um zusammen mit anderen Gelehrten die Schriften des Erasmus anhand von Klagen seitens der Inquisition zu untersuchen. Pedro de Lerma unterstützte Erasmus. 1535 gab er seine Position als Kanzler der Universität auf und kehrte nach Burgos zurück. 1537 wurde Pedro de Lerma von der Inquisition der Häresie angeklagt, da er angeblich die Ideen von Erasmus in seinen Predigten gefördert habe, und gezwungen, diese öffentlich zu widerrufen. Ende des Jahres beschloss Lerma, fast siebzigjährig, Spanien zu verlassen, und ging erneut nach Paris, wo er bis zu seinem Tod im Jahr 1541 an der Sorbonne Theologie lehrte, zuletzt als Dekan der Fakultät.
Von Lerma überliefert sind einige Versdichtungen, erschienen 1498 in Paris. Einer seiner jüngeren Verwandten war Francisco de Enzinas, der die erste Übersetzung des Neuen Testaments ins Spanische besorgte und bei Lermas Tod in Paris anwesend war.